# Mistrzostwa Polski w szermierce 1924
Mistrzostwa Polski w Szermierce 1924 – 1. edycja indywidualnych Mistrzostw Polski odbyła się w dniach 29-31 maja 1924 roku we Lwowie. W zawodach wystartowało 10 zawodników. Startowali tylko mężczyźni, reprezentujący 6 klubów.

## Medaliści
| Konkurencja:                      | Złoto:                          | Srebro:                     | Brąz:                              |
| floret (startowało 7 zawodników)  | Konrad Winkler (AZS Kraków)     | Adam Papée (AZS Kraków)     | Emil Vambera (Sokół Marcierz Lwów) |
| szabla (startowało 10 zawodników) | Konrad Winkler (AZS Kraków)     | Adam Papée (AZS Kraków)     | Jerzy Zabielski (AZS Kraków)       |
| szpada (startowało 4 zawodników)  | Aleksander Małecki (AZS Kraków) | Konrad Winkler (AZS Kraków) | Władysław Segda (AZS Kraków)       |